# Blue Lock
Blue Lock (ブルーロック Burū Rokku?,  lit. "Candado Azul") es una serie japonesa de manga escrita por Muneyuki Kaneshiro e ilustrada por Yusuke Nomura. Ha sido serializada en la Weekly Shōnen Magazine, publicada por Kōdansha, desde julio de 2018. Centrada en el género deportivo, concretamente fútbol, la serie se ambienta tras los resultados de la selección de fútbol de Japón después del Mundial de 2018. Blue Lock ganó el 45° Premio de Manga Kōdansha en la categoría de shōnen en 2021.
Una adaptación a serie de anime producida por 8-Bit se estrenó el 9 de octubre de 2022 en el bloque de programación NUMAnimation de TV Asahi. Una segunda temporada se estrenó el 5 de octubre de 2024. Una adaptación cinematográfica de anime basada en el manga Episode Nagi se estrenó el 19 de abril de 2024.
En marzo de 2025, el manga tenía más de 45 millones de copias en circulación, lo que lo convierte en una de las series de manga más vendidas.

## Argumento
La trama se sitúa tras la eliminación de la selección de Japón de la Copa Mundial de Fútbol de 2018, lo que impulsa a la federación del país a iniciar un programa de entrenamientos para preparar a un equipo de estudiantes de preparatoria, que participarán en el Mundial de 2022. El protagonista Isagi Yoichi, un delantero, recibe una invitación para unirse a este programa después del intento fallido de su equipo de llegar a las Nacionales, debido a que pasó el balón a su compañero, que falló el tiro, en lugar de marcar él mismo. El coordinador del entrenamiento, Ego Jinpachi,  tiene la intención de acabar con la idea del “Japón débil en fútbol” aplicando un nuevo régimen, que consiste en aislar a 300 jóvenes delanteros en una institución parecida a una prisión llamada “Blue Lock”. Allí son sometidos a un riguroso entrenamiento con el objetivo de incrementar su ego y crear al mejor delantero y más egoísta del mundo.

## Personajes
Yoichi Isagi (潔 世一 Isagi Yoichi?)
 Seiyū: Kazuki Ura, Armando Guerrero (español latino), Fran Cruz (español castellano)
Meguru Bachira (蜂楽 廻 Bachira Meguru?)
 Seiyū: Tasuku Kaito, Diego Becerril (español latino), Enrique Carmena (español castellano)
Rensuke Kunigami (國神 錬介 Kunigami Rensuke?)
 Seiyū: Yūki Ono, Arturo Castañeda (español latino), Salvi Garrido (español castellano)
Hyōma Chigiri (千切 豹馬 Chigiri Hyōma?)
 Seiyū: Sōma Saitō, Eduardo Curiel (español latino), Juan Luis Aguayo (español castellano)
Wataru Kuon (Eliminado) (久遠 渉 Kuon Wataru?)
 Seiyū: Masatomo Nakazawa, Dave Ramos (español latino), Jaime Roca (español castellano)
Jingo Raichi (雷市 陣吾 Raichi Jingo?)
 Seiyū: Yoshitsugu Matsuoka, Joel Gómez (español castellano)
Yūdai Imamura (Eliminado) (今村 遊大 Imamura Yūdai?)
 Seiyū: Shōya Chiba, Alex Villamar (español latino)
Gin Gagamaru (我牙丸 吟 Gagamaru Gin?)
 Seiyū: Shūgo Nakamura, Diego Estrada (español latino), Gabriel Ibáñez (español castellano)
Asahi Naruhaya (Eliminado) (成早 朝日 Naruhaya Asahi?)
 Seiyū: Daishi Kajita
Okuhito Iemon (Eliminado) (伊右衛門 送人 Iemon Okuhito?)
 Seiyū: Ryūnosuke Watanuki, Victor González (español castellano)
Gurimu Igarashi (Eliminado) (五十嵐 栗夢 Igarashi Gurimu?)
 Seiyū: Aoi Ichikawa, Diego Medina (español latino), Fran Lamata (español castellano)
Ryōsuke Kira (Eliminado) (吉良 涼介 Kira Ryōsuke?)
 Seiyū: Kenichi Suzumura, Elliot Leguizamo (español latino), Arthur Palomo (español castellano)
Jinpachi Ego (絵心 甚八 Ego Jinpachi?)
 Seiyū: Hiroshi Kamiya, Eduardo Garza (español latino), David Flores (español castellano)
Anri Teieri (帝襟 アンリ Teieri Anri?)
 Seiyū: Eri Yukimura, Lupita Leal (español latino)
Shouei Barou (馬狼 照英 Barō Shōei?)
 Seiyū: Junichi Suwabe, Alejandro Orozco (español latino)
Zantetsu Tsurugi (剣城 斬鉄 Tsurugi Zantetsu?)
 Seiyū: Kazuyuki Okitsu
Seishirō Nagi (Eliminado) (凪 誠士郎 Nagi Seishirō?)
 Seiyū: Nobunaga Shimazaki
Reo Mikage (御影玲王 Mikage Reo?)
 Seiyū: Yuma Uchida
Ikki Niko (二子 一揮 Niko Ikki?)
 Seiyū: Natsuki Hanae
Junichi Wanima (Eliminado) (鰐間 淳壱 Wanima Junichi?)
 Seiyū: Ryōta Suzuki
Keisuke Wanima (Eliminado) (鰐間 計助 Wanima Keisuke?)
 Seiyū: Ryōta Suzuki
Sae Itoshi (糸師 冴 Itoshi Sae?)
 Seiyū: Takahiro Sakurai, Rafael Escalante (español latino)
Rin Itoshi (糸師 凛 Itoshi Rin?)
 Seiyū: Kōki Uchiyama, José Angel Torres (español latino)
Mas personajes sin especificar el actor:
Tabito Karasu
Eita Otoya
Shidou Ryusei
Kenyu Yukimiya

## Producción
La idea surgió del entusiasmo de Kaneshiro por el fútbol, particularmente en Alemania e Inglaterra, y su sensación de que a Japón le faltaban buenos delanteros.
Se acercó a Nomura como posible artista después de que acababa de terminar de trabajar en Dolly Kill Kill y encontró interesante la historia, y finalmente ganó entre los solicitantes.  La historia se centra en el egoísmo, que es atípico para el género, y no en la amistad y el espíritu de equipo, ya que, según Kaneshiro, los japoneses ya son muy buenos colaborando. Quería hablar de un egoísta positivo que cambia el fútbol japonés como delantero. También se caracteriza por ser asertivo y bastante egocéntrico, lo que le facilita el desarrollo de los personajes en este escenario. Para las competencias de la historia, se inspiró en mangas como Gantz, Kaiji y la película de terror Saw. Nomura implementa gráficamente las escenas escritas por Kaneshiro con los paneles ya colocados y también creó los diseños de personajes. Utilizó imágenes de partidos de fútbol como material de referencia, pero exagera deliberadamente la puesta en escena en lugar de ser demasiado realista.

## Contenido de la obra

### Manga
Muneyuki Kaneshiro se encarga del guion de Blue Lock, mientras que Yusuke Nomura ilustra el manga. La serie comenzó a publicarse en la revista Weekly Shōnen de Kōdansha el 1 de agosto de 2018. Kōdansha ha recopilado sus capítulos en volúmenes de tankōbon individuales. El primero de estos se publicó el 16 de noviembre de 2018. Al 12 de agosto de 2025, se han publicado treinta y cinco volúmenes.
En enero de 2021, la empresa subsidiaria de Kōdansha en Estados Unidos anunció que había obtenido la licencia del manga para su lanzamiento digital en inglés en América del Norte a partir del 16 de marzo de 2021. El manga también ha sido autorizado en Francia por Pika Édition en 2020.

#### Lista de volúmenes
| Volumen 1 | ISBN                   | Publicado               |
| Volumen 1 | ISBN 978-4-06-513400-9 | 16 de noviembre de 2018 |
|           |                        |                         |

| Volumen 2 | ISBN                   | Publicado           |
| Volumen 2 | ISBN 978-4-06-514121-2 | 17 de enero de 2019 |
|           |                        |                     |

| Volumen 3 | ISBN                   | Publicado           |
| Volumen 3 | ISBN 978-4-06-514447-3 | 15 de marzo de 2019 |
|           |                        |                     |

| Volumen 4 | ISBN                   | Publicado           |
| Volumen 4 | ISBN 978-4-06-515450-2 | 17 de junio de 2019 |
|           |                        |                     |

| Volumen 5 | ISBN                   | Publicado            |
| Volumen 5 | ISBN 978-4-06-516336-8 | 16 de agosto de 2019 |
|           |                        |                      |

| Volumen 6 | ISBN                   | Publicado             |
| Volumen 6 | ISBN 978-4-06-517167-7 | 17 de octubre de 2019 |
|           |                        |                       |

| Volumen 7 | ISBN                   | Publicado           |
| Volumen 7 | ISBN 978-4-06-517887-4 | 17 de enero de 2020 |
|           |                        |                     |

| Volumen 8 | ISBN                   | Publicado           |
| Volumen 8 | ISBN 978-4-06-518559-9 | 17 de marzo de 2020 |
|           |                        |                     |

| Volumen 9 | ISBN                   | Publicado          |
| Volumen 9 | ISBN 978-4-06-518854-5 | 15 de mayo de 2020 |
|           |                        |                    |

| Volumen 10 | ISBN                   | Publicado            |
| Volumen 10 | ISBN 978-4-06-520360-6 | 17 de agosto de 2020 |
|            |                        |                      |

| Volumen 11 | ISBN                   | Publicado             |
| Volumen 11 | ISBN 978-4-06-521018-5 | 16 de octubre de 2020 |
|            |                        |                       |

| Volumen 12 | ISBN                   | Publicado               |
| Volumen 12 | ISBN 978-4-06-521638-5 | 17 de diciembre de 2020 |
|            |                        |                         |

| Volumen 13 | ISBN                   | Publicado           |
| Volumen 13 | ISBN 978-4-06-522073-3 | 17 de marzo de 2021 |
|            |                        |                     |

| Volumen 14 | ISBN                   | Publicado          |
| Volumen 14 | ISBN 978-4-06-523148-7 | 17 de mayo de 2021 |
|            |                        |                    |

| Volumen 15 | ISBN                   | Publicado            |
| Volumen 15 | ISBN 978-4-06-524479-1 | 17 de agosto de 2021 |
|            |                        |                      |

| Volumen 16 | ISBN                   | Publicado             |
| Volumen 16 | ISBN 978-4-06-525141-6 | 15 de octubre de 2021 |
|            |                        |                       |

| Volumen 17 | ISBN                   | Publicado               |
| Volumen 17 | ISBN 978-4-06-526286-3 | 17 de diciembre de 2021 |
|            |                        |                         |

| Volumen 18 | ISBN                   | Publicado           |
| Volumen 18 | ISBN 978-4-06-527288-6 | 17 de marzo de 2022 |
|            |                        |                     |

| Volumen 19 | ISBN                   | Publicado          |
| Volumen 19 | ISBN 978-4-06-527913-7 | 17 de mayo de 2022 |
|            |                        |                    |

| Volumen 20 | ISBN                   | Publicado           |
| Volumen 20 | ISBN 978-4-06-528501-5 | 15 de julio de 2022 |
|            |                        |                     |

| Volumen 21 | ISBN                   | Publicado             |
| Volumen 21 | ISBN 978-4-06-529489-5 | 17 de octubre de 2022 |
|            |                        |                       |

| Volumen 22 | ISBN                   | Publicado               |
| Volumen 22 | ISBN 978-4-06-529987-6 | 16 de diciembre de 2022 |
|            |                        |                         |

| Volumen 23 | ISBN                   | Publicado           |
| Volumen 23 | ISBN 978-4-06-530927-8 | 16 de marzo de 2023 |
|            |                        |                     |

| Volumen 24 | ISBN                   | Publicado          |
| Volumen 24 | ISBN 978-4-06-531566-8 | 17 de mayo de 2023 |
|            |                        |                    |

| Volumen 25 | ISBN                   | Publicado           |
| Volumen 25 | ISBN 978-4-06-532183-6 | 14 de julio de 2023 |
|            |                        |                     |

| Volumen 26 | ISBN                   | Publicado                |
| Volumen 26 | ISBN 978-4-06-532844-6 | 14 de septiembre de 2023 |
|            |                        |                          |

| Volumen 27 | ISBN                   | Publicado               |
| Volumen 27 | ISBN 978-4-06-533904-6 | 15 de diciembre de 2023 |
|            |                        |                         |

| Volumen 28 | ISBN                   | Publicado           |
| Volumen 28 | ISBN 978-4-06-534561-0 | 15 de marzo de 2024 |
|            |                        |                     |

| Volumen 29 | ISBN                   | Publicado          |
| Volumen 29 | ISBN 978-4-06-535506-0 | 16 de mayo de 2024 |
|            |                        |                    |

| Volumen 30 | ISBN                   | Publicado            |
| Volumen 30 | ISBN 978-4-06-536520-5 | 16 de agosto de 2024 |
|            |                        |                      |

| Volumen 31 | ISBN                   | Publicado             |
| Volumen 31 | ISBN 978-4-06-537047-6 | 17 de octubre de 2024 |
|            |                        |                       |

| Volumen 32 | ISBN                   | Publicado               |
| Volumen 32 | ISBN 978-4-06-537769-7 | 17 de diciembre de 2024 |
|            |                        |                         |

| Volumen 33 | ISBN                   | Publicado           |
| Volumen 33 | ISBN 978-4-06-538708-5 | 17 de marzo de 2025 |
|            |                        |                     |

| Volumen 34 | ISBN                   | Publicado           |
| Volumen 34 | ISBN 978-4-06-539759-6 | 17 de junio de 2025 |
|            |                        |                     |

| Volumen 35 | ISBN                   | Publicado            |
| Volumen 35 | ISBN 978-4-06-540365-5 | 12 de agosto de 2025 |
|            |                        |                      |

### Anime
Se anunció una adaptación de la serie de televisión de anime el 12 de agosto de 2021. La serie es producida por 8-Bit y dirigida por Tetsuaki Watanabe, con Shunsuke Ishikawa como asistente de dirección, Taku Kishimoto supervisando los guiones de la serie, Masaru Shindō proporcionando los diseños de personajes principales y sirviendo como director de animación en jefe, Hisashi Tojima como director de acción en jefe y Jun Murayama componiendo la música. Se estrenó el 9 de octubre de 2022 en el bloque NUMAnimation de TV Asahi. El tema de apertura es «Chaos ga Kiwamaru» (カオスが極まる Kaosu ga Kiwamaru?), interpretado por Unison Square Garden, mientras que el tema de cierre es «Winner», interpretado por Shūgo Nakamura. Crunchyroll obtuvo la licencia de la serie. Medialink obtuvo la licencia de la serie en Asia-Pacífico; se transmite en su canal de YouTube Ani-One, y en IQiyi, bilibili, Netflix, y Animax Asia.
El 21 de septiembre de 2022, Crunchyroll anunció que la serie recibió un doblaje en español latino, que se estrenó el 29 de octubre.
Tras el final de la primera temporada, se anunció una segunda temporada. Se estrenará el 5 de octubre de 2024 en el bloque IMAnimation de TV Asahi. Shintarō Inokawa asume las funciones de dirección de la segunda temporada junto a Yūji Haibara como director en jefe en sustitución de Tetsuaki Watanabe y Shunsuke Ishikawa. El personal restante y el elenco vuelven en sus respectivos papeles. Tendrá una duración de 14 episodios. Blue Lock Neo Egoist League se anunció al final de la temporada 2 el 28 de diciembre. Sin embargo, 8Bit aún no ha anunciado oficialmente la temporada 3.

#### Película
Al final de la primera temporada, también se anunció una adaptación cinematográfica al anime del manga spin-off centrado en Nagi Seishiro titulado Episodio Nagi. La película cuenta con el personal y el elenco repitiendo sus roles con Shunsuke Ishikawa, quien se desempeñó como subdirector para la primera temporada, asignado para dirigir la película y el escritor del manga Muneyuki Kaneshiro supervisando la historia.
Se estrenó en cines japoneses el 19 de abril de 2024, mientras que Crunchyroll estrenó en países extranjeros (incluyendo hispanohablantes) el 17 de octubre de 2024, bajo el título de "Blue Lock: La Película -EPISODIO NAGI-", incluido con doblaje latino.
El tema principal de la película es «Stormy», interpretado por Nissy y Sky-Hi.

## Recepción
La serie fue recomendada por Hajime Isayama autor de Shingeki no Kyojin, para quien Yusuke Nomura trabajó anteriormente como asistente. Blue Lock fue una de las 3 principales series de manga deportivo de los "Cómics recomendados por los empleados de la librería nacional de 2020" por Honya Club. La publicación también ganó el 45° Premio de Manga Kōdansha en la categoría shōnen en 2021. Con la publicación del volumen número 13, Blue Lock sumó un total de 3,6 millones de copias vendidas.
Rebecca Silverman de Anime News Network, en su revisión  de los dos primeros volúmenes de la serie, calificó el concepto de "deportes distópicos" como algo que hace que Blue Lock destaque entre otras series deportivas, pero también dijo que es tan "descaradamente absurdo que no funciona del todo". Silverman elogió la serie por su arte, destacando los matices de Tite Kubo, y concluyó que si bien sus dos primeros volúmenes no son perfectos, hay suficiente para que quiera leer más.